# Oroscopa concha
Oroscopa concha är en fjärilsart som beskrevs av Druce 1891. Oroscopa concha ingår i släktet Oroscopa och familjen nattflyn. Inga underarter finns listade i Catalogue of Life.